# Batalha de Zorndorf

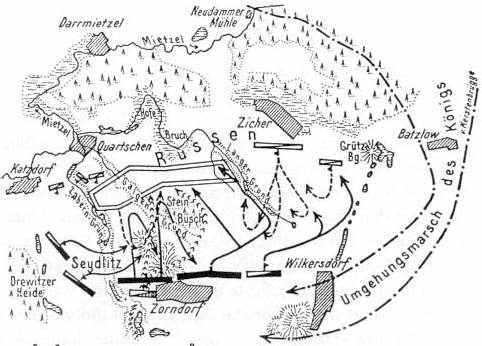
Mapa histórico da Batalha de Zorndorf.

Na  Batalha de Zorndorf, o rei Frederico II da Prússia, usando mais uma vez sua ordem de ataque oblíqua, carregou contra o flanco direito adversário. Mas os Russos conseguiram repulsar o ataque e realinhar sua frente. Frederico então repetiu a investida sobre o novo flanco direito de conde Fermor, sendo novamente repelido. Então, von Seydlitz, à frente da cavalaria prussiana, atacou novamente a infantaria russa, colocando-a em fuga.